# Buena Park
Buena Park é uma cidade localizada no estado americano da Califórnia, no Condado de Orange. Foi incorporada em 27 de janeiro de 1953.

## Geografia
De acordo com o United States Census Bureau, a cidade tem uma área de 27,3 km², onde 27,2 km² estão cobertos por terra e 0,1 km² por água.

### Localidades na vizinhança
O diagrama seguinte representa as localidades num raio de 8 km ao redor de Buena Park. 

## Demografia
Segundo o censo nacional de 2010, a sua população é de 80 530 habitantes e sua densidade populacional é de 2 955,59 hab/km². Possui 24 623 residências, que resulta em uma densidade de 903,71 residências/km².